# Chandreja (Parada del Sil)
Chandreja (llamada oficialmente Santa María de Chandrexa) es una parroquia del municipio español de Parada del Sil, en la provincia de Orense, Galicia. 

## Organización territorial
La parroquia está formada por siete entidades de población:
- Casalta (A Casalta)
- Espiñas
- Fios (Os Fiós)
- Pena (A Pena)
- Purdeus
- Rabacallos
- Valado (O Valado)

## Demografía
| Gráfica de evolución demográfica de Chandreja entre 2000 y 2023 |
|                                                                 |
| Datos según el nomenclátor publicado por el INE.                |